# Robert Goulet
Pour les articles homonymes, voir Goulet.
Robert Goulet est un acteur et chanteur américano-canadien né le 26 novembre 1933 à Lawrence, dans le Massachusetts, et mort le 30 octobre 2007 à Los Angeles, en Californie (États-Unis). Il a reçu le Grammy Award du meilleur nouvel artiste en 1963.

## Biographie
Robert Goulet est né dans la ville de Lawrence dans le Massachusetts. Ses parents étaient des Canadiens français, sa mère Jeanette (née Gauthier) et son père Joseph Georges André Goulet un fermier cultivateur. Par son père, il est un descendant du colon français Zacharie Cloutier.
En 1946, après la mort de son père, Robert, sa sœur Claire et leur mère émigrent à Girouxville dans la province de l'Alberta au Canada.
Il fut marié de 1956 à 1963 avec Louise Longmore, avec laquelle il eut un enfant, puis de 1963 à 1981 à l'actrice Carol Lawrence, avec laquelle il eut deux enfants, et enfin, de 1982 jusqu'à sa mort, il fut marié à Vera Goulet. Il meurt le 30 octobre 2007 à l'hôpital Cedars-Sinaï de Los Angeles à l'âge de 73 ans, des suites d'une fibrose pulmonaire.

## Filmographie
- 1954 : Howdy Doody (série TV) : Trapper Pierre
- 1961 : The Enchanted Nutcracker (TV) : Johnny
- 1962 :  Chat, c'est Paris (Gay Purr-ee) d'Abe Levitow : Jaune-Tom (voix)
- 1964 : Honeymoon Hotel : Ross Kingsley
- 1964 : I'd Rather Be Rich (en) : Paul Benton
- 1964 : Haute tension (Kraft Suspense Theatre) (série TV) : Private First Class Larry Brubaker
- 1965 : The Patty Duke Show (en) (série TV) : Gregory Noble
- 1966 : Blue Light (série TV) : David March
- 1966 : The Daydreamer : The Singer (voix)
- 1966 : Brigadoon (TV) : Tommy Albright
- 1966 : The Red Skelton Show (série TV) : Harry Handout
- 1966 : OSS contre Gestapo (en) (I Deal in Danger) : David March
- 1967 : The Jackie Gleason Show (en) (série TV) : Ace Fargo
- 1967 : La Grande Vallée (The Big Valley) (série TV) : Brother Love
- 1967 : Carousel (TV) : Billy Bigelow
- 1968 : Kiss Me Kate (en) (TV) : Fred Graham  /  'Petruchio'
- 1969 : Les Règles du jeu (The Name of the Game) (série TV) : Dr Claude Evenhauer
- 1970 : Underground : Dawson
- 1972 : Mission impossible (Mission: Impossible) (série TV) : Joe Epic
- 1972 : The Couple Takes a Wife (TV) : Randy Perkins
- 1973 : Cannon (série TV) : Capt. Mel Danvers
- 1975 : Sergent Anderson (Police Woman) (série TV) : Ed Diamond
- 1977 : Police Story (série TV) : Glenn Talbot
- 1978 : La croisière s'amuse (The Love Boat) (série TV) : Charlie
- 1978 : Embarquement immédiat (Flying High) (série TV) : Reggie
- 1980 : The Dream Merchants (TV) : Craig Warren
- 1980 : Atlantic City : Singer in hospital (special guest star)
- 1982 : Police Squad! (série TV) : Executed Man
- 1983 : Matt Houston (série TV) : Johnny Foster
- 1983 : L'Île fantastique (Fantasy Island) (série TV) : Avery Williams
- 1985 : Arabesque (Murder, She Wrote) (série TV) : Willard Kaufmann
- 1985 : Finder of Lost Loves (en) (série TV) : Gabe McGuire
- 1988 : Beetlejuice (Beetle Juice) de Tim Burton : Maxie Dean
- 1988 : Fantômes en fête (Scrooged) : Robert Goulet
- 1991 : Y a-t-il un flic pour sauver le président ? (The Naked Gun 2½: The Smell of Fear) : Quentin Hapsburg
- 1991 : Acting Sheriff (en) (TV) : Sheriff Brent McCord
- 1992 : The New WKRP in Cincinnati (en) (série TV) : Prince Reynaldo
- 1992 : Dans la chaleur de la nuit (In the Heat of the Night) (série TV) : Eddy Larren
- 1993 : Based on an Untrue Story (TV) : Remo
- 1995 : Le Retour de Max la Menace (Get Smart) (série TV) : Agent 0
- 1995 : L'Homme à la Rolls (Burke's Law) (série TV) : Earl Rankin
- 1996 : Mr. Wrong, de Nick Castle : Dick Braxton
- 2000 : The Last Producer (en) : Henry Moore
- 2000 : La Cour de récré (Recess) (série TV) : Michael 'Mikey' Blumberg
- 2000 : G-Men from Hell : The Devil
- 2006 : Las Vegas (série TV) : lui-même

## Discographie
- 1962 : Always You
- 1962 : Two of Us
- 1962 : Sincerely Yours
- 1963 : The Wonderful World of Love
- 1963 : Annie Get Your Gun avec Doris Day
- 1963 : In Person
- 1963 : This Christmas I Spend with You
- 1964 : Without You
- 1964 : Manhattan Tower
- 1964 : My Love, Forgive Me
- 1965 : Summer Sounds
- 1965 : On Broadway
- 1966 : I Remember You
- 1966 : Travelin' On Tour
- 1967 : On Broadway Volume 2
- 1967 : Hollywood Mon Amour
- 1968 : Woman, Woman
- 1968 : Both Sides Now
- 1969 : Come Back To Sorrento
- 1970 : Today's Greatest Hits
- 1970 : Robert Goulet's Wonderful World of Christmas
- 1971 : I Never Did as I Was Told
- 1976 : After All Is Said And Done
- 1982 : Close to You